# プチリリ
プチリリは、株式会社シンクパワーが運営する歌詞の検索投稿コミュニティサイト。2020年11月現在、保有している歌詞データは280万件。

## 概要
歌詞の無料検索ができ、歌詞を自分で作成してSNS等に投稿したり会員同士でコミュニケーションを取ることができる。PCの場合、プチリリ公式サイトから行同期歌詞を作ることができ、スマホの場合は公式アプリを使って文字同期歌詞の作成が出来る。AWAやSpotifyの他にオンキヨーやMusic.jpなど多数の企業に歌詞データを提供している。2022年11月からは、Amazon Musicへの歌詞データ提供が開始された。
サイトの性質上、歌詞の誤りが珍しくないため、複数の歌詞掲載サイト参照が推奨される。